# Eichen (Bawaria)
Eichen – obszar wolny administracyjnie (gemeindefreies Gebiet) w Niemczech w kraju związkowym Bawaria, w rejencji Górny Palatynat, w regionie Oberpfalz-Nord, w powiecie Amberg-Sulzbach. Obszar jest niezamieszkany.